# 奥原好幸
奥原 好幸（おくはら よしゆき、1954年 - ）は日本映画の編集技師。長野県木曽郡出身。

## 経歴
1974年に日活芸術学院を経て日活撮影所編集部に入社

## 代表作

### テレビドラマ
- 1999年 - すずらん

### 映画
- 1974年 - 花と蛇
- 1977年 - 肉体の門
- 1983年 - セーラー服 百合族2
- 1987年 - 19ナインティーン、BU・SU
- 1988年 - クレイジーボーイズ、ステイ・ゴールド、徳川の女帝 大奥
- 1989年 - 誘惑者
- 1990年 - 微熱 MY LOVE
- 1991年 - 代打教師 秋葉、真剣です!、バカヤロー!4 YOU! お前のことだよ
- 1993年 - お引越し、月はどっちに出ている
- 1994年 - 119、君を忘れない
- 1995年 - マークスの山、平成無責任一家 東京デラックス
- 1996年 - GONIN2
- 1997年 - 東京日和、恋と花火と観覧車、私たちが好きだったこと
- 1998年 - 絆 -きずな-、あ、春
- 1999年 - 完全なる飼育、死国、ゴジラ2000 ミレニアム
- 2000年 - ekiden 駅伝
- 2001年 - Quartet カルテット、風花
- 2002年 - ソウル
- 2003年 - 花、赤目四十八瀧心中未遂
- 2004年 - 父と暮せば、深呼吸の必要、ジャンプ
- 2005年 - 不良少年（ヤンキー）の夢、サヨナラCOLOR、ゲルマニウムの夜
- 2006年 - 紙屋悦子の青春
- 2007年 - 天国は待ってくれる
- 2008年 - 花影、山桜
- 2009年 - 山形スクリーム
- 2010年 - 人間失格、スイートリトルライズ
- 2013年 - ひまわり〜沖縄は忘れない あの日の空を〜

### ビデオ
- 夜のストレンジャー 恐怖

## 受賞歴
| 受賞年 | 受賞名 | 受賞名           | 受賞名     |
| ------ | ------ | ---------------- | ---------- |
| 1992年 | 第15回 | 日本アカデミー賞 | 優秀編集賞 |
| 1994年 | 第17回 | 日本アカデミー賞 | 優秀編集賞 |
| 1995年 | 第18回 | 日本アカデミー賞 | 優秀編集賞 |
| 1998年 | 第21回 | 日本アカデミー賞 | 優秀編集賞 |
| 2005年 | 第28回 | 日本アカデミー賞 | 優秀編集賞 |